# Heinrich George
 (mars 2017).
Si vous disposez d'ouvrages ou d'articles de référence ou si vous connaissez des sites web de qualité traitant du thème abordé ici, merci de compléter l'article en donnant les références utiles à sa vérifiabilité et en les liant à la section « Notes et références ».
Heinrich George, né Georg August Friedrich Hermann Schulz le 9 octobre 1893 à Stettin (province de Poméranie) en Allemagne, aujourd'hui Szczecin en Pologne, et mort le 25 septembre 1946 à Sachsenhausen, est un acteur allemand.

## Biographie
Fils d'un officier marinier, Georg Schulz, quitte son lycée technique avant la fin de ses études et prend des cours de théâtre à Stettin. Il est engagé à l'été 1912 dans son premier petit rôle dans une opérette de Jean Gilbert Die keusche Susanne jouée dans la ville voisine de Kolberg et prend le pseudonyme d'Heinrich George. Il est engagé pour quelques saisons à Bromberg et à Neustrelitz. Il s'enrôle volontairement sur le front et est grièvement blessé en 1915. Il monte à nouveau sur scène en 1917-1918 à l'Albert-Theater de Dresde et au Schauspielhaus de Francfort-sur-le-Main (1918-1921). À partir de 1921, il travaille au Deutsches Theater de Berlin et, d'année en année, devient l'un des acteurs de théâtre les plus renommés de la république de Weimar. Il s'inscrit au parti communiste d'Allemagne.
Il joue sous la direction d'Erwin Piscator et de Bertolt Brecht. Il fonde en 1923 le Schauspielertheater avec Elisabeth Bergner et Alexander Granach. Sa popularité augmente encore en jouant pour le cinéma au milieu des années 1920 et apparaît sur la scène de la Volksbühne de Berlin. Il se marie en 1933 avec l'actrice Berta Drews, dont il a deux fils : Jan George et Götz George qui est devenu un acteur réputé.
À la prise de pouvoir du parti national-socialiste en 1933, Heinrich George, en tant qu'acteur communiste, est progressivement écarté des scènes et des rôles prestigieux, mais il trouve la parade en s'arrangeant finalement avec le nouveau régime. En 1937, il devient intendant, c'est-à-dire directeur, du théâtre Schiller de Berlin. Il joue aussi au cinéma, dans plusieurs films produits par la UFA, dont Le Juif Süss ou Kolberg. À la libération de Berlin par les troupes soviétiques en 1945, il est dénoncé en tant que collaborateur de l'ancien régime hitlérien. Il est interrogé par le NKVD et enfermé à Hohenschönhausen, puis transféré au camp no 7 de Sachsenhausen, où il meurt de faim et non pas d'une opération d'appendicite, comme il a été faussement prétendu, le 25 septembre 1946 à l'âge de 52 ans. Son corps, tiré d'une fosse commune, ne sera identifié, grâce à l'ADN de son fils, qu'en 1994. Il a été réhabilité par la Russie en 1998.

## Filmographie partielle
- 1921 : Lady Hamilton
- 1923 : Der Mensch am Wege de William Dieterle
- 1923 : Fridericus Rex
- 1927 : Métropolis de Fritz Lang : Grot, le contremaître, gardien de la machine centrale
- 1927 : Bigamie
- 1926 : Die versunkene Flotte
- 1928 : Schmutziges Geld (Song en Grande-Bretagne)
- 1928 : La Dame au masque (Die Dame mit der Maske) de Wilhelm Thiele
- 1929 : Manolesco, prince des sleepings (Manolescu, der König der Hochstapler) de Victor Tourjanski
- 1930 : L'Autre de Robert Wiene
- 1931 : Wir schalten um auf Hollywood de Frank Reicher
- 1931 : 1914, fleurs meurtries (1914, die letzten Tage vor dem Weltbrand), de Richard Oswald
- 1931 : Berlin Alexanderplatz d'après le roman d'Alfred Döblin
- 1933 : Le Jeune Hitlérien Quex de Hans Steinhoff
- 1933 : Schleppzug M 17
- 1933 : Reifende Jugend (Giovinezza en Italie, et The Growing Youth aux États-Unis)
- 1935 : Les Piliers de la société (Stützen der Gesellschaft), de Detlef Sierck (Douglas Sirk)
- 1936 : Quand le coq chante
- 1936 : Stenka Razine (Stjenka Rasin)
- 1937 : Un ennemi du peuple
- 1938 : Magda (Heimat) de Carl Froelich
- 1939 : Une cause sensationnelle d'Eduard von Borsody
- 1940 : Le Maître de poste de Gustav Ucicky d'après Pouchkine
- 1940 : Le Juif Süss de Veit Harlan
- 1940 : Friedrich Schiller, triomphe d'un génie de Herbert Maisch
- 1942 : L'Implacable Destin (Der große Schatten) de Paul Verhoeven
- 1942 : Destin (Schicksal)
- 1942 : Vienne 1910
- 1942 : Andreas Schlüter
- 1944 : La parole est à la défense (Der Verteidiger hat das Wort)
- 1945 : Kolberg